# Ernst Dieter Lueg

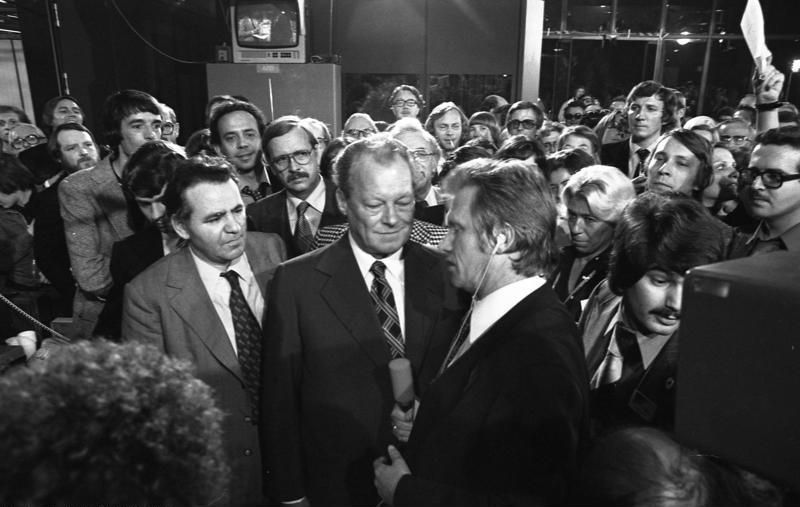
Lueg (re.) mit Willy Brandt (1976)

Ernst Dieter Lueg [luːk] (* 9. Januar 1930 in Essen; † 22. Mai 2000 in Bonn) war ein deutscher Journalist.

## Leben und Wirken
Ernst Dieter Lueg studierte nach einem Volontariat bei der Westfälischen Rundschau Geschichte, Philosophie und Politische Wissenschaften. Nach mehrjähriger journalistischer Tätigkeit für verschiedene Zeitungen kam er zum Westdeutschen Rundfunk (WDR) und war seit 1964 Korrespondent der ARD im Bonner Studio des Westdeutschen Rundfunks.
1973 wurde er stellvertretender Studioleiter in Bonn. Im September 1985 übernahm Lueg die Leitung des WDR-Studios Bonn, nachdem sein Vorgänger Friedrich Nowottny zum Intendanten des Senders berufen wurde. Als Leiter des Bonner WDR-Studios war Lueg bis 1995 verantwortlich für den Bericht aus Bonn. Außerdem moderierte er die Bonner Runde und lieferte regelmäßig Beiträge für die ARD-Nachrichtensendung Tagesschau.
Bekannt wurde Luegs Interview am Abend der Bundestagswahl 1976 mit dem SPD-Fraktionsvorsitzenden Herbert Wehner, in welchem dieser auf eine Frage Luegs zu Wahlzwischenergebnissen antwortete: „Ich weiß – nichts, und Sie wissen – nichts!“ und Lueg dabei mit „Herr Lüg“ ansprach, anstatt die seinerzeit allgemein bekannte, korrekte Aussprache ([luːk]) zu verwenden. Lueg beendete schließlich das Interview mit den Worten „Vielen Dank für diese Zwischenkommentierungen, Herr Wöhner […]“.
Lueg, bekannt durch seine charakteristische Sprechweise und die Art zu fragen, wurde häufig kopiert von Stimmenimitatoren und war als Person auch Bestandteil der satirischen Puppenserie Hurra Deutschland, in der er – ungewöhnlich für einen Journalisten – ebenfalls karikiert wurde.
Nach seiner Pensionierung 1995 arbeitete Lueg gelegentlich noch für die Privatsender RTL und Sat.1. Er starb im Alter von 70 Jahren an den Folgen eines Krebsleidens.

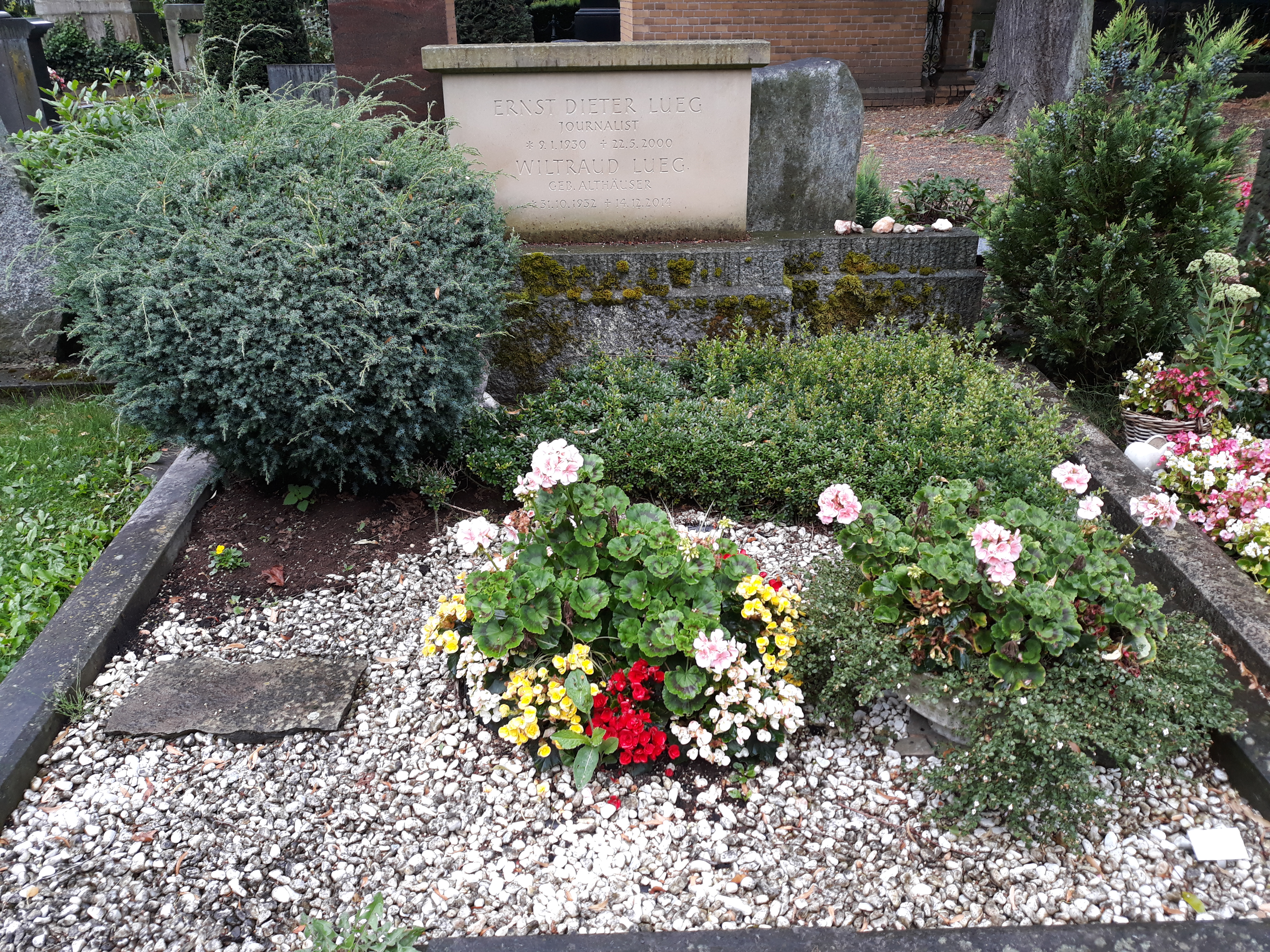
Das Grab von Ernst Dieter Lueg und seiner Ehefrau Wiltraud, geborene Althäuser auf dem Burgfriedhof Bad Godesberg in Bonn

Lueg war mit Wiltraud Althäuser (1932–2014) verheiratet. Der Ehe entstammen die Kinder Jochen Lueg (* 1962), die ZDF-Korrespondentin Barbara Lueg (* 1965) und Konstanze Lueg (* 1971). Sein Grab befindet sich auf dem Burgfriedhof im Bonner Stadtbezirk Bad Godesberg.

## Ehrungen
- 9. Oktober 1997: Bundesverdienstkreuz 1. Klasse[6]

## Varia
- Ernst Dieter Lueg hatte 1972 zusammen mit Friedrich Nowottny einen Cameo-Auftritt als er selbst in der Tatortfolge 20, Kressin und der Mann mit dem gelben Koffer.[7]